# Кинбрей (город, Миннесота)
Кинбрей (англ. Kinbrae) — город в округе Ноблс, штат Миннесота, США. На площади 2,6 км² (2,1 км² — суша, 0,4 км² — вода), согласно переписи 2002 года, проживают 21 человек. Плотность населения составляет 9,8 чел./км². 
- FIPS-код города — 27-33236[1]
- GNIS-идентификатор — 0646150[2]